# Ојлеров број (физика)
Ојлеров број је бездимензиона величина. Користи се при проучавању и дефинисању струјања флуида. Изражава однос локалног пада статичког притиска и кинетичке енергије, за јединицу запремине флуида. Ојлеров број изражава бројну карактеризацију губитака у струјању. У идеалном струјању флуида, без трења, Ојлеров број је једнак јединици, Eu = 1 (нема губитака).

## Коришћене физичке величине
- Основне
  - {\displaystyle \ l} је дужина 
  - {\displaystyle \ m} је маса 
  - {\displaystyle \ t} је време
- Изведене
  - {\displaystyle {\mathbf {\mathrm {v} } }} је брзина 
  - {\displaystyle {\ \rho }} је густина 
  - {\displaystyle \ p_{1}} је притисак у пресеку 1 (уз струју флуида) 
  - {\displaystyle \ p_{2}} је притисак у пресеку 2 (низ струју флуида) 
  - {\displaystyle \Delta \,p=p_{1}-p_{2}} је пад притиска, низ струју флуида 
  - {\displaystyle q={\frac {\rho \,\mathbf {v^{2}} }{2}}} је динамички притисак 
  - {\displaystyle C_{p}={\frac {\Delta {p}}{q}}} је коефицијенат притиска, без димензије[тражи се извор]

## Дефиниција
Ојлеров број се дефинише као однос физичких величина, пада притиска низ струју и динамичке енергије флуида:
{\displaystyle E_{u}={\frac {\Delta {p}}{\rho \,\mathbf {v^{2}} }}\quad \Rightarrow \quad E_{u}={\frac {p_{1}-p_{2}}{\rho \,\mathbf {v^{2}} }}}
Пошто је, у проблематици расподеле притиска, дефинисан коефицијенат притиска у облику:
{\displaystyle C_{p}={\frac {\Delta {p}}{q}}\quad \Rightarrow \quad C_{p}=2\,{\frac {\Delta {p}}{\rho \,\mathbf {v^{2}} }}\quad \Rightarrow \quad C_{p}=2\,E_{u}}
произилази, на основу претходне једнакости, да бездимензијска анализа има исту природу као и коефицијенат притиска односно као и коефицијенти аеродинамичких и хидродинамичких сила.